# Polynema marilandicum
Polynema marilandicum är en stekelart som beskrevs av Girault 1917. Polynema marilandicum ingår i släktet Polynema och familjen dvärgsteklar. Inga underarter finns listade i Catalogue of Life.